# Phellopterus jonesii
Phellopterus jonesii là một loài thực vật có hoa trong họ Hoa tán. Loài này được (J.M. Coult. & Rose) Rydb. miêu tả khoa học đầu tiên năm 1917.